# C++11
C++11 или ISO/IEC 14882:2011 (в процессе работы над стандартом носил условное наименование C++0x) — новая версия стандарта языка C++ вместо ранее действовавшего ISO/IEC 14882:2003. Новый стандарт включает дополнения в ядре языка и расширение стандартной библиотеки, в том числе большую часть TR1 — кроме, вероятно, библиотеки специальных математических функций. Новые версии стандартов наряду с некоторыми другими документами, посвящёнными стандартизации C++, публикуются на сайте комитета ISO C++. C++ Programming Examples
Языки программирования проходят постепенное развитие своих возможностей (на текущий момент после C++11 были опубликованы следующие расширения стандарта: C++14, C++17, C++20 ). Этот процесс неизбежно вызывает проблемы совместимости с уже существующим кодом. В приложении C.2 [diff.cpp03] документа N3290 (англ. Final Draft International Standard) описаны некоторые из несовместимостей C++11 с C++03.

## Предполагаемые изменения стандарта
Как уже было сказано, изменения коснутся как ядра C++, так и его стандартной библиотеки.
При разработке каждого раздела будущего стандарта комитет использовал ряд правил:
- поддержка стабильности языка и обеспечение совместимости с C++98 и, по возможности, с Си;
- предпочитается введение новых возможностей через стандартную библиотеку, а не через ядро языка;
- предпочитаются изменения, которые улучшают технику программирования;
- совершенствовать C++ с точки зрения системного и библиотечного дизайна, вместо введения новых возможностей, полезных для отдельных приложений;
- увеличивать типобезопасность для обеспечения безопасной альтернативы для нынешних опасных подходов;
- увеличивать производительность и возможности работать напрямую с аппаратной частью;
- обеспечивать решение реальных, широко распространённых проблем;
- реализовать принцип «не платить за то, что не используешь»;
- сделать C++ проще для изучения без удаления возможностей, используемых программистами-экспертами.

Уделяется внимание новичкам, которые всегда будут составлять большую часть программистов. Многие новички не стремятся углублять уровень владения C++, ограничиваясь его использованием при работе над узкими специфичными задачами. Кроме того, учитывая универсальность C++ и обширность его использования (включая как разнообразие приложений, так и стилей программирования), даже профессионалы могут оказаться новичками при использовании новых парадигм программирования.

## Расширение ядра языка
Первоочередная задача комитета — развитие ядра языка C++. 
Ядро значительно усовершенствовано, добавлена поддержка многопоточности, улучшена поддержка обобщённого программирования, унификация инициализации и проведены работы по повышению его производительности.
Для удобства возможности ядра и его изменения разделены на три основные части: повышение производительности, повышение удобства и новая функциональность. Отдельные элементы могут относиться к нескольким группам, но описываться будут только в одной — наиболее подходящей.

### Повышение производительности
Эти компоненты языка введены для уменьшения затрат памяти или увеличения производительности.